# Харриман, Флоренс
Флоренс Харриман (англ. Florence Jaffray "Daisy" Harriman, урождённая Florence Jaffray Hurst; 1870 — 1967) — американская светская львица, суфражистка, общественный и государственный деятель.

## Биография
Родилась 21 июля 1870 года в нью-Йорке в семье судоходного магната Francis William Jones Hurst и его жены Caroline. Когда ей было три года, умерла мать; Флоренс и её две сестры — Кэролайн и Этель — воспитывались у бабушки с дедушкой по материнской линии.
В 1880—1888 годах она получала частные уроки в доме финансиста Джона Моргана и посещала школу Misses Lockwood's Collegiate School для девочек.
В 1889 году, в возрасте девятнадцати лет, Флоренс вышла замуж за Джефферсона Харримана (1864—1914), нью-йоркского банкира (старшего двоюродного брата будущего секретаря Кабинета Министров, губернатора Нью-Йорка и дипломата Аверелла Харримана). В числе приглашённых на их свадьбу были: бывший и будущий президент США Гровер Кливленд, железнодорожные магнаты Корнелиуса Вандербильт и Эдвард Харриман, бизнесмены Джон Астор IV и Джон Морган. У них был один ребёнок —  Этель Харриман, родившаяся 11 декабря 1897 года (как актриса и писатель работала на Бродвее и в Голливуде).

### Деятельность
Вся жизнь Флоренс Харриман была посвящена общественной, государственной и благотворительной деятельности.
В 1903 году она вместе с Ava Lowle Willing и Helen Hay Whitney стала соучредителем первого клуба нью-йоркского клуба исключительно для женщин Colony Club. В 1906 году губернатор Нью-Йорка Чарльз Эванс Хьюз назначил Флоренс членом Совета управляющих исправительного учреждения штата Нью-Йорк для женщин в Бедфорде (Bedford Hills Correctional Facility for Women). В 1908 году она возглавила усилия нью-йоркского отделения Национального комитета женщин по выявлению тяжелых условий труда на фабриках, заводах и в гостиницах Нью-Йорка. Флоренс активно участвовала в женском движении в поддержку права голосования для женщин, боролась против нездоровых условий жизни в нью-йоркских квартирах, возглавляла парад суфражистов на Пятой авеню.

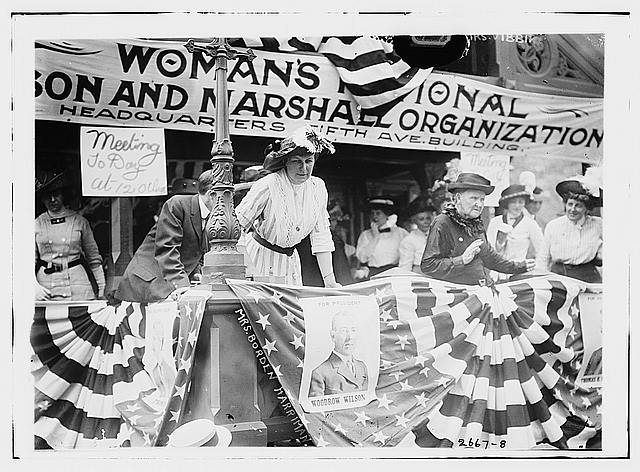
Дейзи Харриман (в белом) на демократическом митинге на Юнион-сквер, Нью-Йорк

В 1912 году она поддерживала в президентской кампании тогдашнего губернатора Нью-Джерси Вудро Вильсона, что способствовало её публичности и лидерским ролям. Она была избрана первым президентом Women’s National Wilson and Marshall Association и организовывала массовые собрания и рассылки в поддержку своей деятельности.
После вступления в должность Президента США, Вудро Вильсон назначил Флоренс Харриман членом первой комиссии США по промышленным отношениям, которую санкционировал Конгресс годом раньше. В феврале 1913 года её муж тяжело заболел. После того, как Вильсон стал президентом, они с мужем переехали в Вашингтон, но при этом Флоренс не прекратила работу в Нью-Йорке.
Флоренс с мужем и дочерью находились в Европе, надеясь, что целебные воды курорта в Карлсбаде принесут пользу её мужу, когда разразилась Первая мировая война. Покинув Карлсбад на последнем поезде, пересекающем границу через Германию во Францию, они в конечном итоге вернулись в Нью-Йорк на военном британском судне «Адриатик». Здоровье мужа продолжало ухудшаться, и он умер 1 декабря 1914 года. После этого Флоренс Харриман замуж не выходила. В следующем году Харриман очутилась возле линии фронта другой войны — битвы при Рио-Гранде Мексиканской революции, куда она попала во время перерыва в слушаниях об условиях труда сельскохозяйственных рабочих в этом регионе. Соединённые Штаты пытались оставаться нейтральными в этой войне, Флоренс некоторое время  ухаживала за ранеными и посетила места боёв, прежде чем вернуться в Вашингтон.
Харриман активизировала свою благотворительную деятельность, превратив свой дом в Mount Kisco в штате Нью-Йорк в туберкулезный санаторий. Она стала соучредителем Комитета милосердия, который был создан, чтобы помочь женщинам и детям европейских невоюющих стран, обездоленных войной. В мае 1916 года по просьбе Элеоноры Рузвельт, возглавила парад Independent Patriotic Women of America. После вступления США в Первую мировую войну, Флоренс организовала Women's Motor Corps Красного Креста округа Колумбия и руководила таким же корпусом во Франции. С 1917 по 1919 год она занимала пост председателя комитета по делам женщин в американской National Defense Advisory Commission.
Флоренс Харриман участвовала в Версальской мирной конференции, а по возвращении в США была сторонницей американского участия в Лиге Наций и работала от имени различных международных организаций мира. В 1920 году она стала членом Демократического национального комитета, где проработала до 1950-х годов; в 1922 году стала основателем и первым президентом женского Национального демократического клуба (Woman's National Democratic Club). Как сообщалось в прессе, Харриман, потеряла бо́льшую часть своего состояния во время Великой депрессии. Ей пришлось разделять свой дом в Вашингтоне с хорошо оплачиваемыми гостями. Одним из таких жильцов в первый год правления Администрации президента Рузвельта стала первая женщина − член Кабинета министров США, министр труда Фрэнсис Перкинс. В 1932 году, когда Конвенция 1932 года выдвинула кандидатуру Франклина Рузвельта на пост Президента США, Харриман не поддержала его. Позже она стала одной из самых сильных его сторонников на Конвенции 1936 года. В 1937-1940 годах была послом в Норвегии.
Умерла 31 августа  1967 года в Вашингтоне. Была похоронена на кладбище Woodlawn Cemetery в Бронксе, Нью-Йорк.